# Pornothemis serrata
Pornothemis serrata – gatunek ważki z rodziny ważkowatych (Libellulidae). Występuje w Azji Południowo-Wschodniej. Stwierdzono go na Półwyspie Malajskim, Sumatrze, Jawie, Borneo i okolicznych wyspach, w 2016 roku po raz pierwszy odnotowany w Kambodży.

## Systematyka
Gatunek ten opisał w 1902 roku Leopold Krüger na łamach „Entomologische Zeitung” pod nazwą Pornothemis serrata, umieszczając go w utworzonym specjalnie dla niego rodzaju Pornothemis. Autor opisał gatunek w oparciu o dwa samce i dwie samice, a jako miejsce typowe wskazał lokalizację o nazwie „Soekaranda” na Sumatrze.